# Лептоспироз
Лептоспироз — острая инфекционная болезнь, возбудителем которой являются бактерии рода лептоспиры (Leptospira). Болезнь характеризуется поражением капилляров, часто поражением печени, почек, мышц, явлениями интоксикации, сопровождается постоянной лихорадкой. Ранее это заболевание имело названия водная лихорадка, иктеро-геморрагическая лихорадка и болезнь Васильева — Вейля. В 1883 году Н. П. Васильев выделил это заболевание из всех желтух, в 1886 году детально описал 4 случая. Адольф Вейль описал заболевание в 1886 году, когда он сообщил об «остром инфекционном заболевании с увеличением селезёнки, желтухой и нефритом». Впоследствии эта болезнь получила название болезни Васильева—Вейля.
В 1914—1915 годах японские исследователи Инада и другие выделили возбудителя заболевания — лептоспиру и отнесли её к спирохетам. В последующие годы были выявлены лептоспирозы во многих странах и изучены их возбудители — различные виды лептоспир. Так, например, в 1916—1918 гг. в Японии была описана 7-дневная лихорадка с возбудителем Leptospira hebdomadis. В 1927 году в Советском Союзе В. А. Башенин описал доброкачественный безжелтушный лептоспироз под названием «водной лихорадки». Возбудитель этой лихорадки Leptospira grippotyphosa был выделен из крови больного в 1928 году С. И. Тарасовым и Г. В. Эпштейном. В изучении вопросов эпидемиологии и профилактики лептоспирозов большие заслуги принадлежат В. И. Терских, К. Н. Токаревичу и А. А. Варфоломеевой и другим советским учёным.
Лептоспироз распространён во всех регионах, кроме Арктики. Заболеваемость высокая. Более половины случаев протекает в тяжёлой форме и требует реанимационных мероприятий. Нозология относится к группе забытых болезней.

## Этиология
Лептоспиры (Leptospira) — род грамотрицательных спиралевидных бактерий класса спирохет. Бактерии этого рода подвижны — для них характерны поступательные, колебательные и вращательные движения. Не окрашиваются анилиновыми красителями, видны только в темнопольном микроскопе. Имеется около 200 сероваров, 19 серологических групп. Размножение происходит в болотистой местности. Тело лептоспир прямолинейно вытянутое, постепенно утончающееся к концам. Концы загнуты в преобладающем большинстве под углом и имеют пуговчатые утолщения. Иногда лептоспиры принимают форму букв C, S, X, цифры 8.

## Эпидемиология

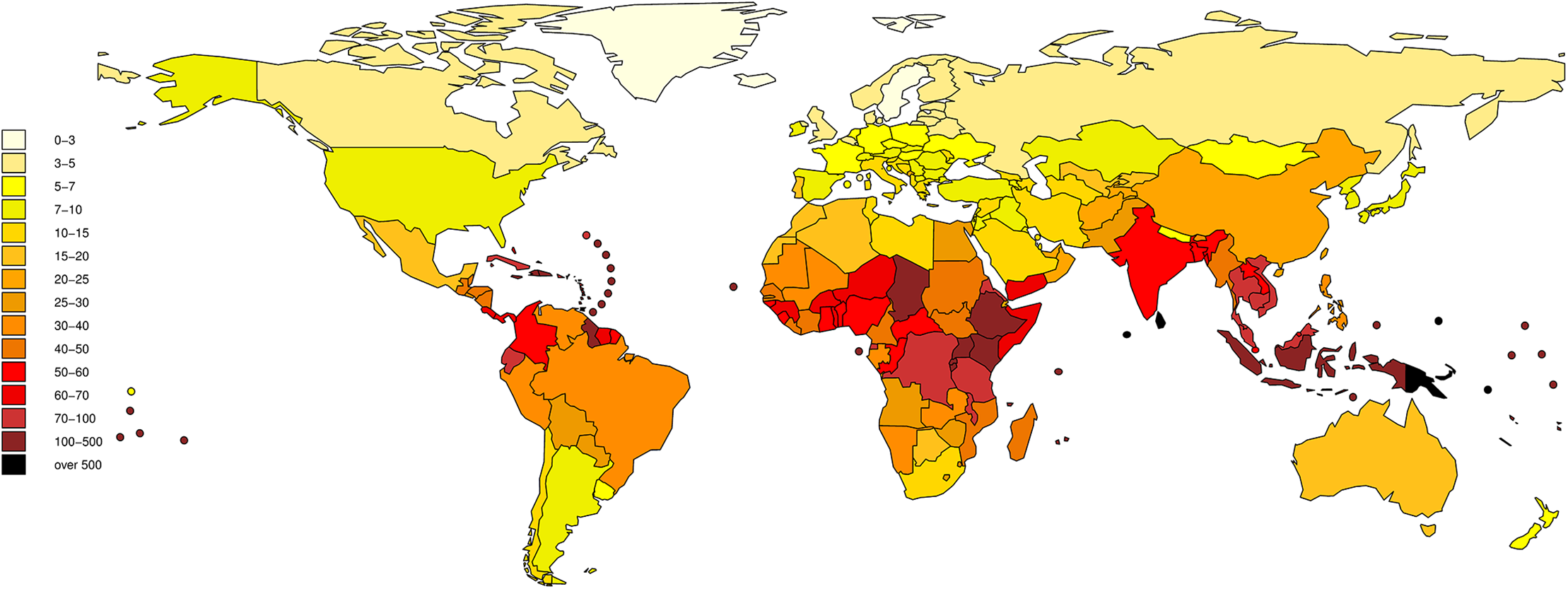
Скорректированный по инвалидности год жизни

Источники инфекции: грызуны (крысы, мыши), промысловые животные (сурки), домашние животные (крупный рогатый скот, собаки, свиньи, лошади). Смертность среди последних достигает 65—90 %.
Механизм передачи: контактный (через повреждённые слизистые и кожу, при купании в водоёмах со стоячей водой). Также возможен алиментарный путь (употребление сырой воды из природных источников, молока, мяса). Человек от человека не заражается, поскольку это зооноз. Известно о случаях вторичного лептоспироза после употребления загрязненных фруктов или трупов мертвых животных (иногда у пациентов с психическими заболеваниями).

## Патогенез
1. фаза заражения. Лептоспиры проникают через повреждённую кожу и слизистые в кровь, затем внедряются в печень, почки, селезёнку, надпочечники, где они усиленно размножаются. Эта фаза соответствует инкубационному периоду болезни.
2. фаза генерализованной инфекции — повторная лептоспиремия с последующим поступлением в почки, печень, надпочечники, оболочки мозга. Паразитируют на поверхности клеток. Это начальный период болезни.
3. токсинемия — поражается эндотелий капилляров, повышается их проницаемость — возникает геморрагический синдром + поражение печени, почек, надпочечников — это период разгара болезни.
4. формирование нестерильной стадии иммунитета — в крови появляются антитела — клинически угасание процесса.
5. фаза формирования стерильной стадии иммунитета — сочетание гуморального с местным органным и тканевым иммунитетом. Клинически выздоровление.

## Клиника
В практике используется клиническая классификация заболевания по наличию признаков желтухи, она подразумевает выделение желтушных и безжелтушных форм течения инфекции. Желтушная форма, как правило, отличается более тяжелым течением.
Желтушная форма — инкубационный период 1—2 недели. Начало острое, температура до 40, общая слабость, склеры инъецированы. Со 2—3 дня увеличивается печень, иногда селезёнка, появляется иктеричность склер, кожи и появляются интенсивные мышечные боли (в икроножных мышцах). С 4—5 дня возникает олигурия, затем анурия. Со стороны сердечно-сосудистой системы тахикардия, может быть инфекционный миокардит. Также есть геморрагический синдром (чаще во внутренние органы) — и, следовательно, анемия.
Безжелтушная форма — инкубационный период 4—10 дней. Поднимается температура, слабость, появляются менингеальные симптомы, олигурия, ДВС-синдром, увеличение печени.

## Диагностика
Эпидемиологический анамнез (контакт с животными, купание в водоёмах), выявление антител в парных сыворотках, кровь для посева на культуральные среды, моча (протеинурия, лейкоцитурия, эритроцитурия, цилиндрурия), выявление специфических ДНК или РНК методом ПЦР или ОТ-ПЦР.

## Дифференциальная диагностика
Дифференцировать надо прежде всего с гепатитом.
Основные различия: анамнез — при гепатите B гемотрансфузии, при лептоспирозе контакт с грызунами; преджелтушный период при гепатите есть, при лептоспирозе отсутствует; температура при гепатите до желтухи, а при лептоспирозе одновременно с желтухой; при гепатите нет болей в мышцах, билирубин при гепатите увеличен прямой, а при лептоспирозе оба. СОЭ до 50-60 мм/ч. При гепатите A — 3-4 мм/ч.

## Осложнения
- острая печёночная недостаточность по типу печёночной комы;
- острая почечная недостаточность;
- кровотечения;
- поражение оболочек глаз;
- миокардит;
- параличи, парезы.
- инфекционо-токсический шок

## Лечение
1. Противолептоспирозный гамма-глобулин, лучше донорский, а не лошадиный.
2. Антибактериальная терапия (пенициллин, тетрациклин, аминогликозиды).
3. Дезинтоксикационная терапия (под контролем диуреза). При лёгкой и среднетяжёлой форме назначают энтеросорбенты.[9]
4. Симптоматическая терапия — гемостатические средства, коррекция кислотно-щелочного равновесия.

## Профилактика
Улучшение жилищных условий, инфраструктуры и санитарных норм может помочь уменьшить количество случаев лептоспироза. Борьба с грызунами и смягчение последствий наводнений также могут помочь предотвратить заражение лептоспирозом. Ношение средств индивидуальной защиты (СИЗ) для людей с высоким риском профессионального инфицирования может предотвратить передачу инфекции в большинстве случаев. Эффективный контроль за крысами и предотвращение источников воды, загрязненных мочой, являются важными профилактическими мерами.
Человеческие вакцины доступны только в нескольких странах, таких как Куба и Китай. Вакцины как для человека, так и для животных охватывают лишь несколько штаммов бактерий. Вакцины для собак эффективны не менее года. После инъекции вакцины сообщалось о таких побочных эффектах, как тошнота, эритема и отёк. Поскольку иммунитет, индуцируемый одним сероваром лептоспироза, защищает только от одного серовара лептоспироза, были разработаны трёхвалентные вакцины.
Доксициклин один раз в неделю в качестве профилактики для минимизации инфекций во время вспышек в эндемичных регионах.Доксициклин был эффективен в профилактике лептоспироза. Тем не менее, нет никаких доказательств того, что химиопрофилактика эффективна при сдерживании вспышек лептоспироза, а использование антибиотиков повышает устойчивость к антибиотикам. Профилактика перед воздействием может быть полезна для лиц, путешествующих в зоны повышенного риска для краткосрочного пребывания.

## Лептоспироз в ветеринарии
Инкубационный период при лептоспирозе у различных видов животных колеблется от 2 до 20 дней. Клиническая картина чрезвычайно разнообразна. Однако у всех видов животных заболевание может иметь сверхострое, острое, подострое, хроническое и латентное течения. Реже отмечается атипичная форма болезни.

## Примечание
1. 1 2 3  Disease Ontology (англ.) — 2016.
2. 1 2 3  Monarch Disease Ontology release 2018-06-29 — 2018-06-29 — 2018.
3. ↑  Большая российская энциклопедия : [в 35 т.] / гл. ред. Ю. С. Осипов. — М. : Большая российская энциклопедия, 2004—2017.
4. ↑  По материалу Панацея.ру — Лептоспироз
5. 1 2  Р.Ф.Сосов и др. Эпизоотология. — М.: Колос, 1969. — 400 с.
6. ↑  Adam Fabiani, Eugenia Dal Bo, Stefano Di Bella, Marco Gabrielli, Alessandro Bologna, Umberto Albert, Gianfranco Sanson. Pica (Allotriophagy): An Underestimated Risk Factor for Severe Leptospirosis (Weil’s Diseases)? Report of a Leptospira Septic Shock Successfully Managed with ECMO (англ.) // Infectious Disease Reports. — 2021-07-05. — Vol. 13, iss. 3. — P. 619–626. — ISSN 2036-7449. — doi:10.3390/idr13030058. Архивировано 28 апреля 2023 года.
7. ↑  Антонова Т. В. Лептоспироз и острая почечная недостаточность // Нефрология. 2005. №1. С.22 URL: https://cyberleninka.ru/article/n/leptospiroz-i-ostraya-pochechnaya-nedostatochnost (дата обращения: 25.09.2023)
8. ↑  Лептоспироз. ФБУЗ "Центр гигиены и эпидемиологии в ЕАО". Дата обращения: 25 сентября 2023. Архивировано 24 июля 2023 года.
9. ↑  КЛИНИЧЕСКИЕ РЕКОМЕНДАЦИИ (ПРОТОКОЛ ЛЕЧЕНИЯ) ОКАЗАНИЯ МЕДИЦИНСКОЙ ПОМОЩИ ДЕТЯМ БОЛЬНЫМ ЛЕПТОСПИРОЗОМ. ФГБУ НИИДИ ФМБА РОССИИ, Общественная организация «Евроазиатское общество по инфекционным болезням», Общественная организация «Ассоциация врачей инфекционистов Санкт-Петербурга и Ленинградской области» (АВИСПО) (октябрь 2015).
10. 1 2 3 4  David A. Haake, Paul N. Levett. Leptospirosis in humans // Current Topics in Microbiology and Immunology. — 2015. — Т. 387. — С. 65–97. — ISSN 0070-217X. — doi:10.1007/978-3-662-45059-8_5. Архивировано 21 марта 2019 года.
11. 1 2  Alan J. A. McBride, Daniel A. Athanazio, Mitermayer G. Reis, Albert I. Ko. Leptospirosis // Current Opinion in Infectious Diseases. — 2005-10. — Т. 18, вып. 5. — С. 376–386. — ISSN 0951-7375. Архивировано 22 марта 2019 года.
12. ↑  Richard E. Goldstein. Canine leptospirosis // The Veterinary Clinics of North America. Small Animal Practice. — 2010-11. — Т. 40, вып. 6. — С. 1091–1101. — ISSN 1878-1306. — doi:10.1016/j.cvsm.2010.07.008. Архивировано 21 марта 2019 года.
13. ↑  Androula Pavli, Helena C. Maltezou. Travel-acquired leptospirosis // Journal of Travel Medicine. — 2008-11. — Т. 15, вып. 6. — С. 447–453. — ISSN 1708-8305. — doi:10.1111/j.1708-8305.2008.00257.x. Архивировано 21 марта 2019 года.
14. ↑  Leptospirosis: an emerging public health problem // Releve Epidemiologique Hebdomadaire. — 2011-02-04. — Т. 86, вып. 6. — С. 45–50. — ISSN 0049-8114. Архивировано 23 марта 2019 года.
15. ↑  David M. Brett-Major, Robert J. Lipnick. Antibiotic prophylaxis for leptospirosis // The Cochrane Database of Systematic Reviews. — 2009-07-08. — Вып. 3. — С. CD007342. — ISSN 1469-493X. — doi:10.1002/14651858.CD007342.pub2. Архивировано 22 марта 2019 года.